# Trishula

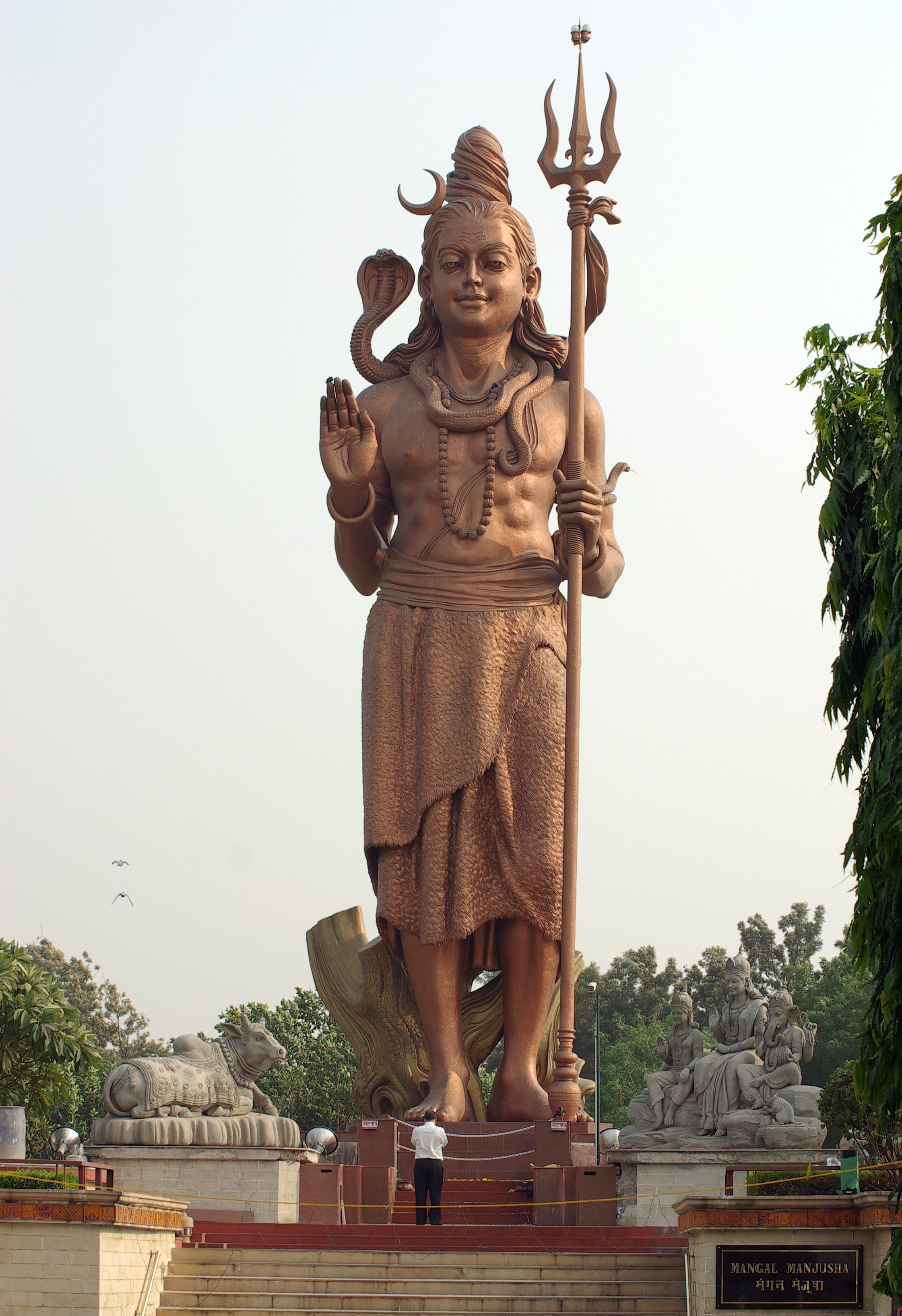
Shiva tenant un trishula.

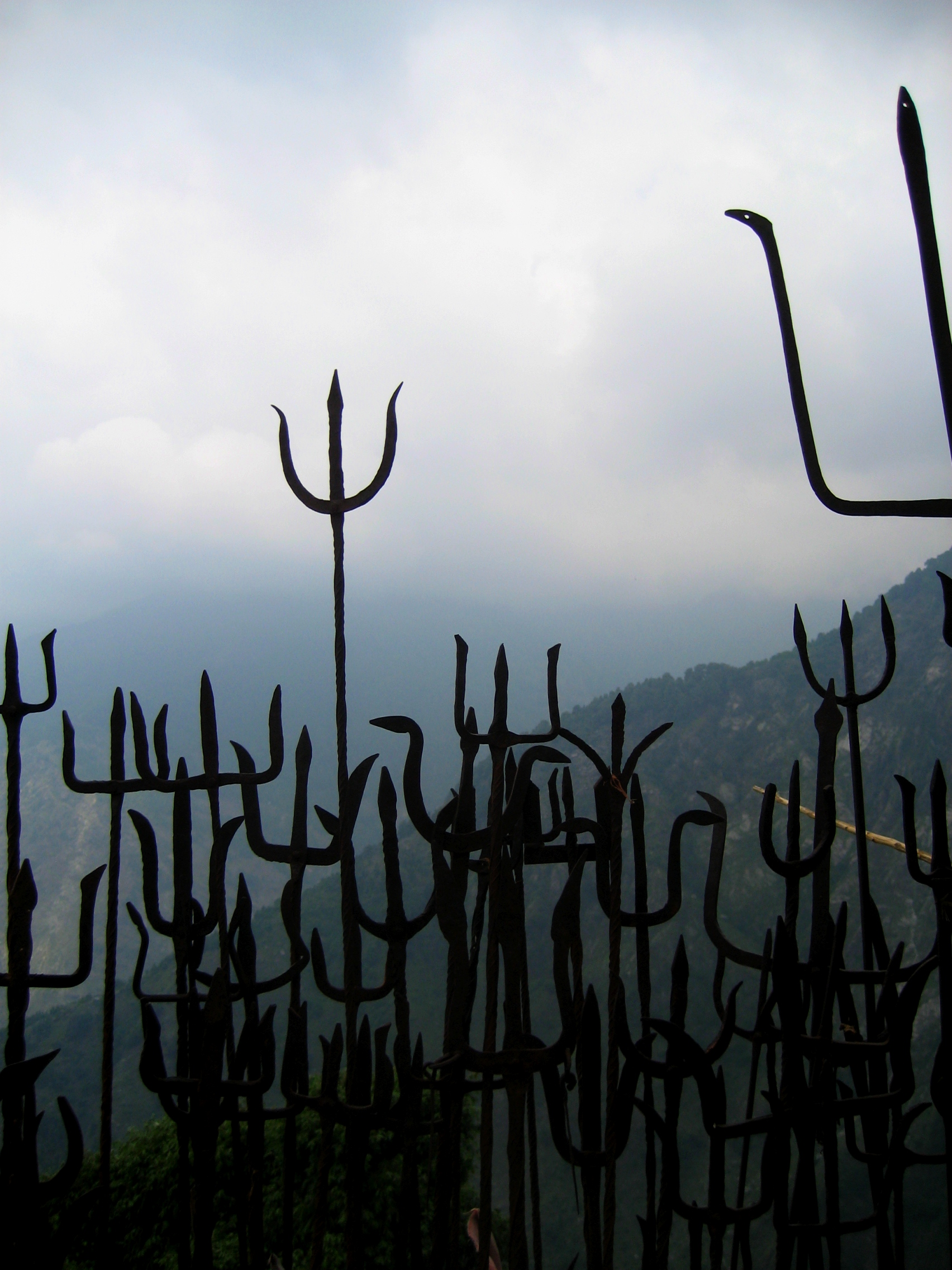
Trishulas portées en guise d'offrande. Temple de Guna Devi, près de Dharamsala, dans le Himachal Pradesh.

Le Trishula (sanskrit : IAST : triśūla ; devanagari : त्रिशूल, « trois pointes ») est le trident, attribut de Shiva. Par imitation, il est l’attribut des yogis. Le fait est que le trident à trois pointes est symbolique de diverses trinités dans l’hindouisme : les trois gunas, la trimurti, le trika, ou le présent, le passé et le futur, parmi d’autres exemples. 